# Île Tomé
L' île Tomé (Taveeg en breton) est une île appartenant à la commune de Perros-Guirec dans les Côtes-d'Armor, en Bretagne.

## Géographie
L'île Tomé est située à 2 milles au large de la pointe du Château (1,7 km).
Elle tourne vers la terre sa plus haute pointe, dominant de 64 mètres le niveau des flots, puis la crête s'abaisse en ondulations qui lui donnent l'aspect d'une chaîne de montagnes.
Dans la partie nord de l'île, on peut voir les ruines d'une ancienne ferme, témoin de l'occupation de l'île jusqu'à l'entre deux guerres.
L'île est devenue la propriété du conservatoire du littoral en 1997 et, depuis, l'accostage y est interdit. En juillet 2023, elle intègre le périmètre de la réserve naturelle nationale des Sept-Îles avec le plateau des Triagoz.
Une chanson composée par les frères Guichen parue en 2007 sur l'album Dreams of Brittany s'intitule Danses sauvages sur l'île Tomé.

## Histoire
Au milieu du XVIIe siècle, Tomé fut le théâtre d'une bataille entre des pirates espagnols et des habitants de Perros-Guirec. 
Le 28 août 1648, un notable de Lannion vient trouver le sénéchal René du Trévou pour lui signaler la présence, depuis plusieurs semaines, d'une frégate de pirates au large de l'île Tomé. Il avise aussi ce dernier que quelques habitants de Perros-Guirec, expérimentés en matière maritime, sont prêts à déloger ces indésirables, qui pillent et terrorisent les pêcheurs et la population. Ainsi, un certain Le Goadic est désigné pour armer une gabarre d'une vingtaine d'hommes, à laquelle se joindra bientôt une deuxième embarcation de vingt-cinq marins supplémentaires.  
L'abordage a lieu de nuit et la bataille est excessivement violente. Après deux heures de combat, la victoire revient aux Bretons qui, par leur effet de surprise, ont renversé les pirates. Leur capitaine, Laurence de Recavaren, est interrogé à Lannion puis emprisonné.  

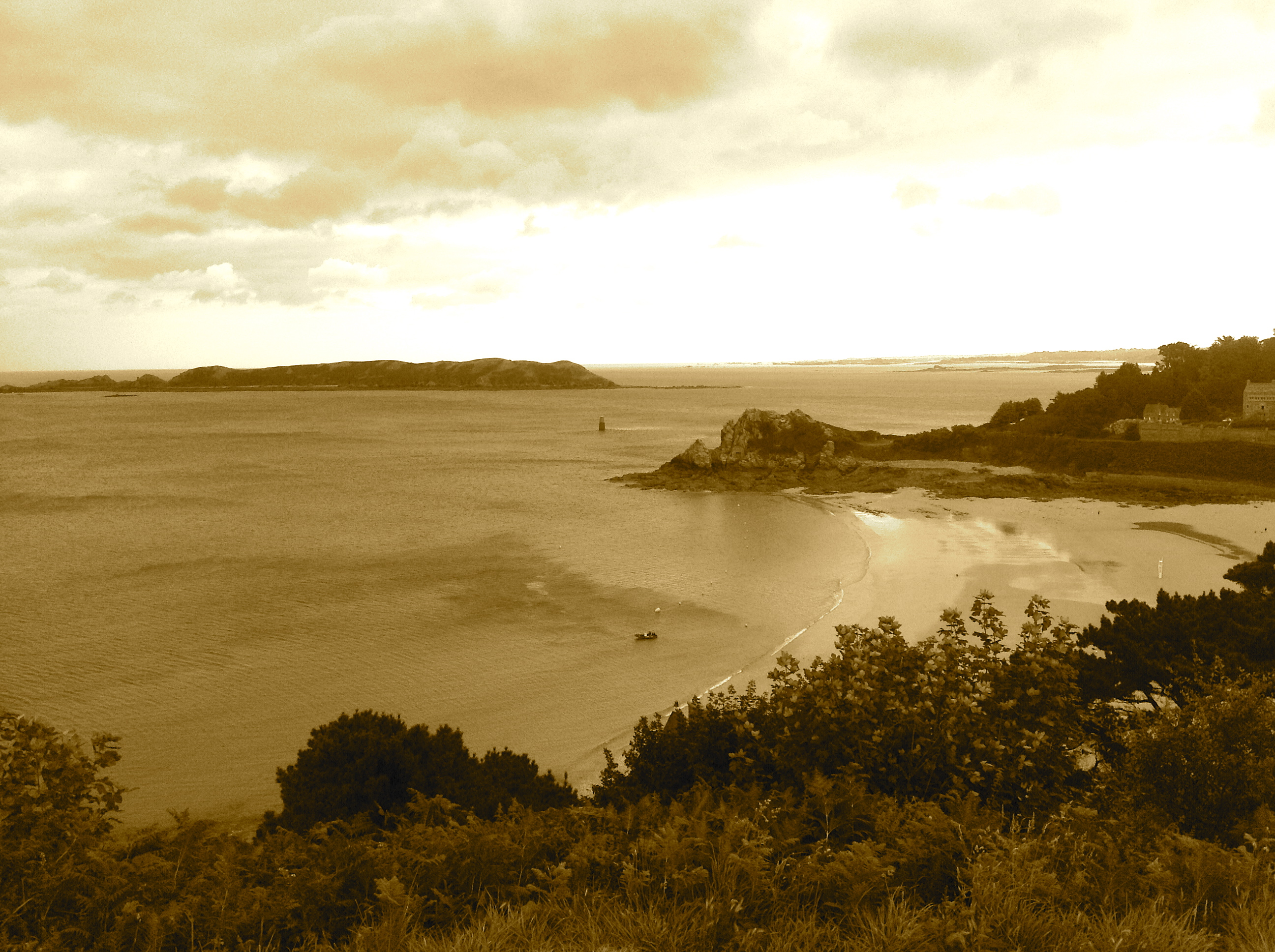
L'île Tomé en arrière plan à gauche.

## Pour approfondir